# IceCube
L'IceCube Neutrino Observatory o semplicemente IceCube è un osservatorio di neutrini facente parte della stazione Amundsen-Scott in Antartide. La collaborazione IceCube è composta da circa 350 ricercatori provenienti da 55 istituti di ricerca in 14 paesi.
Dal 2010 sono stati registrati neutrini ad alta energia in un volume di 1 km3 attraverso le loro interazioni col ghiaccio. Ciò accade quando elettroni, muoni o tau generati dalle interazioni dei neutrini provocano la radiazione Čerenkov, che viene rivelata utilizzando sensori ottici altamente sensibili, ossia i fotomoltiplicatori. In questo modo IceCube è in grado di fornire informazioni sulle fonti di radiazione cosmica carica, dove vengono generati anche i neutrini.

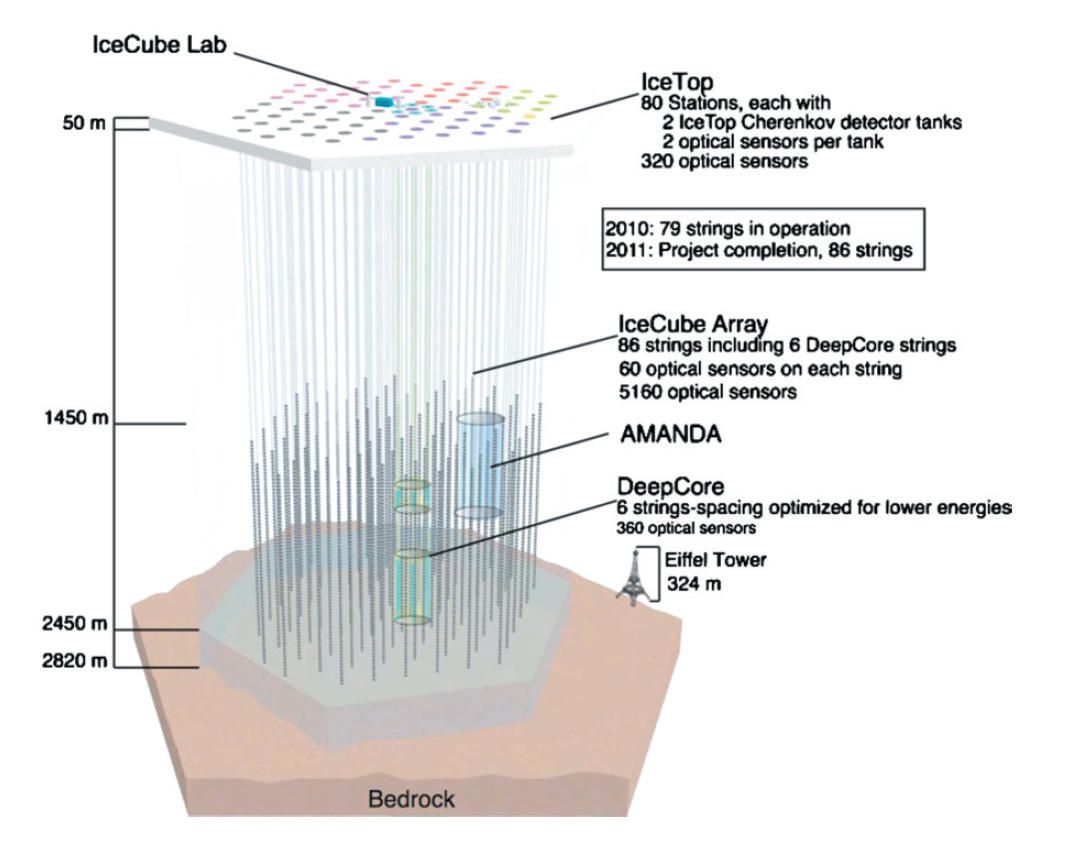
Schema del rilevatore di neutrini nel ghiaccio antartico

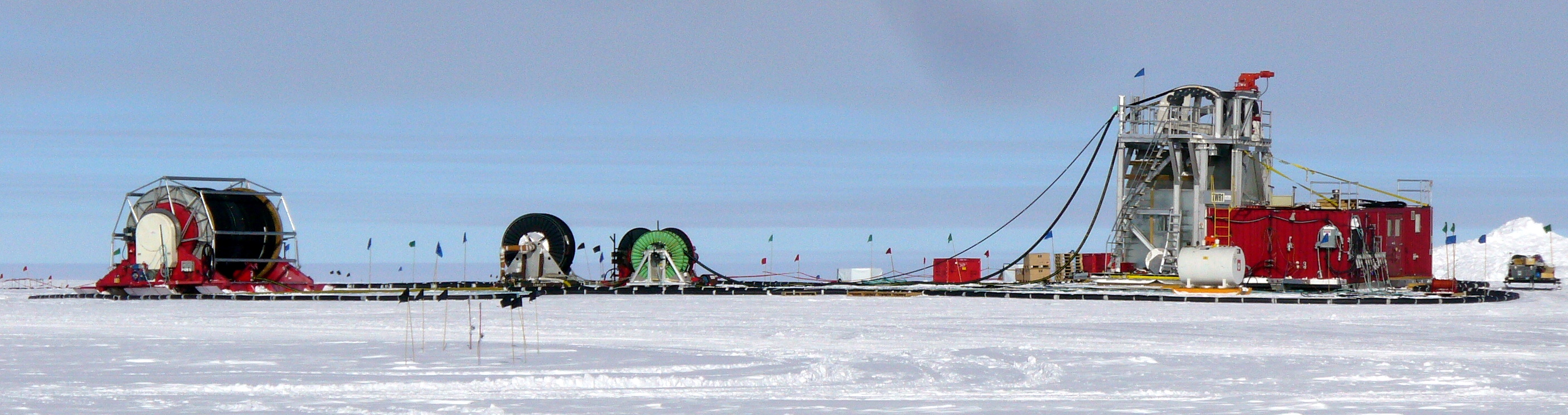
Stazione di perforazione per IceCube nel dicembre 2009

## Storia
Il principio utilizzato è stato già utilizzato nel progetto AMANDA (Antarctic Muon And Neutrino Detector Array) che ha fornito dati dal 1997 al 2009. Grazie al suo successo, sono stati approvati i fondi per il progetto IceCube. IceCube è stato completato il 18 dicembre 2010 dopo quasi sei anni di costruzione. I primi risultati scientifici sono già stati raggiunti con le prime fasi di espansione di IceCube in collaborazione con AMANDA. Il risultato scientifico più importante fino ad oggi è la prima osservazione della radiazione cosmica di neutrini ad alta energia nel 2013.
Il progetto di IceCube è stato sviluppato da Francis Halzen fin dagli anni '80, Francis Halzen è tuttora principal investigator dell'esperimento.

## Tecnologia

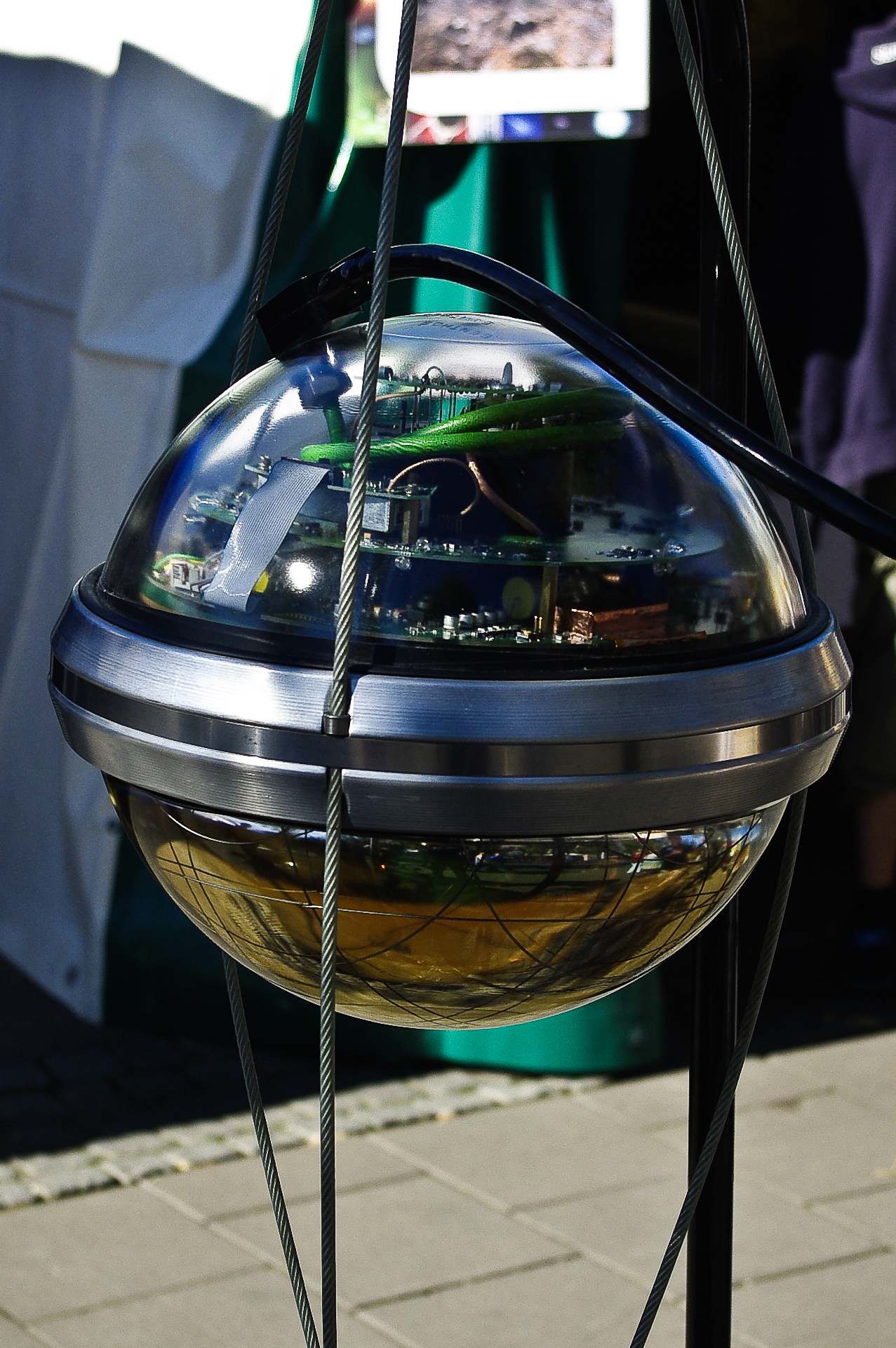
Una delle oltre 5000 sonde che ricevono la luce (modulo ottico digitale, in breve DOM) equipaggiato con un fotomoltiplicatore da 25cm di diametro (modello R7081-02), il cui fotocatodo è visibile nell'emisfero inferiore

IceCube dispone attualmente di 86 stringhe di cavi con un totale di 5160 sensori che rilevano, amplificano, digitalizzano le tracce Čerenkov di muoni, elettroni e tau e le inviano alla stazione Amundsen-Scott del Polo Sud. I fotomoltiplicatori utilizzati sono sensibili a lunghezze d'onda di 300-650 nm con una sensibilità massima all'estremità blu dello spettro luminoso, una resa quantica del 25% e un'amplificazione elettronica secondaria da 10 a 50 milioni di volte. L'area sensibile, approssimativamente emisferica, è di 550 cm2, e riempie la parte inferiore dell'alloggiamento del sensore in vetro resistente alla pressione, grande quanto un pallone da calcio.
I cablaggi e i rilevatori vengono affondati in fori praticati nel ghiaccio con getti di acqua calda, che poi si congela nuovamente. I sensori sono posizionati a una profondità compresa tra 1450 e 2450 metri, dove l'enorme pressione rende il ghiaccio perfettamente trasparente.

## Funzionalità
Nel caso di interazioni di neutrini muonici è possibile misurare con precisione la loro direzione. La collisione estremamente rara di un neutrino muonico con il ghiaccio provoca la conversione del neutrino in un muone. Il muone prosegue lungo la direzione del neutrino incidente ed emette un cono di luce blu, la radiazione Cherenkov. Questa radiazione luminosa molto debole viene convertita in impulsi elettrici dai fotomoltiplicatori. Dai tempi di arrivo della luce sui singoli sensori si può calcolare da quale direzione proveniva il neutrino. 
I telescopi per neutrini come IceCube possono anche rilevare neutrini da supernove, da lampi di raggi gamma o contribuire alla rilevazione indiretta della materia oscura. 
IceCube dispone anche di un rivelatore della superficie di 1 km2 chiamato IceTop. Si tratta di 162 rilevatori Čerenkov montati in superficie, che misurano gli sciami atmosferici di radiazioni cosmiche.
Infine Deep-Core è una regione densamente strumentata dell'array IceCube che estende le energie osservabili al di sotto di 100 GeV. Le stringhe di Deep Core sono installate al centro (nel piano superficiale) del rivelatore, in profondità nel ghiaccio più trasparente sul fondo del sistema (tra 1.760 e 2.450 m di profondità).

## Risultati scientifici
Nel giugno 2013, la collaborazione IceCube ha pubblicato i primi risultati che indicano un flusso di neutrini non terrestri (extragalattici, cosmici). Nel novembre 2013, la collaborazione ha pubblicato la misurazione di follow-up sulla rivista Science, che è considerata prova dell’esistenza di neutrini non terrestri (cosmici). Questo risultato è stato considerato "Breakthrough of the Year" per il 2013 dalla rivista Physics World. Analizzando i dati dal maggio 2010 al maggio 2012 sono stati isolati 28 eventi originati da neutrini ad alta energia compresi tra 30 TeV e 1200 TeV, energie molto più alte di quelle ottenibili in laboratorio, come riportato su Science. Tra questi e nei dati raccolti l'anno successivo c'erano i neutrini con l'energia più alta registrata fino ad oggi: un evento con energia di 1000 TeV (chiamato Bert, nome ispirato dai personaggi di Sesame Street, come negli altri eventi rivelati successivamente), uno da 1100 TeV (chiamato Ernie) e uno da 2200 TeV (denominato Big Bird). L'11 giugno 2014 è stato rilevato un evento di neutrini con un'energia ancora più elevata, 2600 TeV.
Nel luglio 2018, IceCube ha annunciato di aver misurato con precisione la direzione di un neutrino di altissima energia che ha colpito il suo rilevatore nel settembre 2017. Questo ha permesso di identificare il suo punto di origine nel blazar TXS 0506 +056, un nucleo galattico attivo situato a 5,7 miliardi di anni luce di distanza nella direzione della costellazione di Orione, i risultati avevano una significatività statistica di 3-3,5σ. Questa è stata la prima volta che un rilevatore di neutrini venne utilizzato per localizzare un oggetto nello spazio e identificarlo come fonte di raggi cosmici.
Nel 2020 è stata annunciata la prova della risonanza di Glashow a 2,3σ (formazione del bosone W nelle collisioni antineutrino-elettrone). Nel febbraio 2021, l'evento di perturbazione mareale (TDE) AT2019dsg è stato segnalato come candidato per una sorgente di neutrini e il TDE AT2019fdr come secondo candidato nel giugno 2022. Nel novembre 2022, IceCube ha annunciato forti indizi in merito a una fonte di neutrini emessa dal nucleo galattico attivo di Messier 77. È la seconda rilevazione multi-messaggera da parte di IceCube dopo TXS 0506+056 e in assoluto la quarta rivelazione multi-messaggera con neutrini (che includono la supernova SN1987A e i neutrini solari). Nel giugno 2023 IceCube ha identificato l'emissione diffusa di neutrini dal piano galattico al livello di significatività di 4,5σ. 
IceCube può osservare le oscillazioni dei neutrini provenienti dagli sciami atmosferici di raggi cosmici, utilizzando soprattutto il sottoarray DeepCore. IceCube ha misurato l'angolo di mescolamento θ23 e Δm223 caratteristici delle oscillazioni dei neutrini atmosferici, e misurato l'apparizione di neutrini del tau. IceCube ha inoltre effettuato ricerche di neutrini sterili. Man mano che verranno raccolti più dati e le misurazioni di IceCube verranno ulteriormente perfezionate, potrebbe essere possibile osservare la caratteristica modifica del pattern di oscillazione a circa 15 GeV che permette di determinare la gerarchia di massa dei neutrini.

## Ulteriore sviluppo verso IceCube-Gen2
IceCube-Gen2 è progettato per espandere il volume di IceCube a 8 km3. A questo scopo sono previsti 120 ulteriori stringhe con 12.000 nuovi sensori ottici, che permetteranno un ampliamento del range energetico verso energie più elevate anche attraverso l'utilizzo ulteriori array radio. Si dovrebbe quindi raggiungere una sensibilità cinque volte maggiore e rendere possibile la rivelazione di circa 1 milione di neutrini all’anno. IceCube-Gen2 è in fase di progettazione ed approvazione e il suo completamento è previsto entro il 2032.